# Medea-Syndrom
Als Medea-Syndrom wird die Tötung des eigenen Kindes (bzw. der eigenen Kinder) mit dem Ziel, den Intimpartner zu bestrafen, bezeichnet Weil verschiedene Autoren unterschiedliches unter dem Medea-Syndrom verstehen, unterschied Andreas Marneros ein „Medea-Syndrom im engeren Sinne“ von einem „Medea-Syndrom im weiteren Sinne“.
Das „Medea-Syndrom im engeren Sinne“ ist das eigentliche Medea-Syndrom und beinhaltet immer die Tötung des eigenen Kindes bzw. der eigenen Kinder. Täter sind meist Väter, selten auch Mütter. Ziel des Täters ist dabei immer, die Mutter (oder den Vater des Kindes/der Kinder) zu treffen und an diesem Rache zu üben. Deshalb wird das Medea-Syndrom von Marneros auch als ekdiketische Form der Alternativtötung bezeichnet, weil nämlich die rächende Bestrafung des Intimpartners ein wesentlicher Aspekt ist (vom griechischen Wort Ekdikese = die Rache); er betrachtet also das „Medea-Syndrom im engeren Sinne“ als spezielle Form der „Alternativtötung zum Intimizid“.
Beim „Medea-Syndrom im weiteren Sinne“ ist die Tötung der eigenen Kinder nicht unabdingbare Voraussetzung. Dabei begnügt sich ein Elternteil mit der Instrumentalisierung des Kindes/der Kinder, um dem Partner zu schaden bzw. diesen zu verletzen und zu kränken. Eine psychische Traumatisierung der Kinder wird dabei in Kauf genommen.

## Wesentliche Charakteristika
Die Kinder (bzw. das Kind) werden bei beiden Formen des „Medea-Syndroms“ vom Täter keineswegs für das Verlassenwerden oder sonstigen Kränkung verantwortlich gemacht. Sie werden auch nicht gehasst; oftmals sind sie das Liebste, was der Täter noch hat. Die wichtigsten Aspekte des Medea-Syndroms sind:
1.	Ekdiketische (= rächende) Bestrafung des (meist verlassenden aber auch sonst kränkenden) Partners (bzw. Partnerin).
2.	Opfer ist das von beiden Elternteilen sehr geliebte Kind (bzw. die Kinder).
3.	Der Täter (bzw. die Täterin) fühlt sich moralisch überlegen und dadurch für die Tat legitimiert.
4.	Die Schuld für die Tat schreibt der Täter (bzw. die Täterin) dem (meist verlassenden aber auch sonst kränkenden) Partner (bzw. Partnerin) zu.

## Mythologischer und literarischer Hintergrund
Das Medea-Syndrom wird in Anlehnung an den griechischen Mythos von Medea und Iason so genannt. Der erste Teil des Medea-Mythos, und zwar bis zur Ankunft von Medea, Iason und den Argonauten in Griechenland, wird im Epos „Argonautika“ des griechischen Dichters Apollonios Rhodos (Apollonios von Rhodos) erzählt. Euripides Tragödie „Medea“ („Μήδεια“ = „Medeia“), die in Athen im Jahr 431 vor unserer Zeit uraufgeführt wurde, führt das Drama zum Höhepunkt bzw. zur Vollendung und stellt somit auch die Quelle des Medea-Syndroms dar.
Man kann Medeas Geschichte so zusammenfassen: Die Königstochter Medea aus dem asiatischen Kolchis, einer Stadt zwischen Schwarzem Meer und Kaukasus, verliebt sich in Iason, den griechischen Thronanwärter von Iolkos. Sie hilft ihm, das Goldene Vlies zu erlangen, das sich zu der Zeit im Besitz ihres Vaters befindet. Sie stellt allerdings die Bedingung, dass Jason sie heiratet und sie mit nach Griechenland nimmt, was er auch verspricht. Er will das Goldene Vlies nach Griechenland zurückbringen, denn nur wenn ihm das gelingt, darf er den Thron von Iolkos besteigen, der zu der Zeit von König Pelias verwaltet wird.
Viele Jahre vorher hatten die Götter einen sprechenden Widder mit goldenem Fell nach Iolkos geschickt, um zwei von der Ermordung bedrohte Königskinder, Phrixos und Helle, aus dem Land zu bringen. Der Widder brachte Phrixos nach Kolchis; Helle war während des Fluges unglücklicherweise eingeschlafen und ins Meer gestürzt. Seitdem heißt übrigens die Meeresenge zwischen Europa und Asien zu ihren Ehren Hellespont, was „das Meer von Helle“ bedeutet. Nachdem der Widder zum Dank für die glückliche Rettung von Phrixos den Göttern geopfert worden war, befand sich sein Fell, das Goldene Vlies, im Besitz von König Äetes (Aietes). Äetes, der König von Kolchis und Medeas Vater, hatte Phrixos Asyl gewährt.
Durch ihre Zauberkunst hilft Medea Iason, die vielen furchterregenden Wächter des Goldenen Vlieses zu besiegen und es in Besitz zu nehmen, wie auch der Verfolgung durch die kolchische Flotte zu entgehen und unversehrt nach Griechenland zu gelangen.
Iason hat sein Versprechen wahr gemacht und Medea zur Frau genommen. Dem Ehepaar werden zwei Söhne geboren, von beiden Eltern abgöttisch geliebt. Nach einigen Jahren aber will Iason aus politischen Gründen die korinthische Königstochter Kreusa heiraten und trennt sich deshalb von Medea. Medea ist zutiefst verletzt und unsagbar gekränkt.
Ihre anfänglichen eigenen Todeswünsche wandeln sich schrittweise in Mordphantasien gegen den sie verlassenden Ehemann. Sie schwört Rache. Doch der Tod wäre keine angemessene Strafe für ihn, denkt sie bald darauf. Wenn sie ihn tötet, dauert sein Schmerz, seine Qual nur wenige Sekunden, dann ist alles vorbei. Es muss etwas Bleibendes sein, möglichst etwa Lebenslanges, sonst ist es keine Strafe. Und dann hat sie schließlich den furchtbaren Einfall: Sie muss die Kinder töten, um ihrem Ex-Ehemann den größten denkbaren Schmerz zuzufügen! „Ich werde das tun, denn so dürfte der Gatte am meisten getroffen werden.“ Es müsse sein, auch wenn sie selbst ihre Kinder unendlich liebt.
Zunächst tötet Medea durch Zauberkunst ihre Rivalin, die Königstochter Kreusa, und deren Vater Kreon. Dann ihre beiden Söhne. Nach Vollendung ihrer schrecklichen Taten zelebriert sie einen sadistischen Triumph über den am Boden zerstörten Ex-Ehemann. Das Leiden des Vaters befriedigt ihre narzisstischen Wünsche vollständig. Bei ihrem triumphierenden Schlagabtausch mit dem gebrochenen Iason, voller Racheattitüden und Befriedigungsgefühle, zeigt Medea kein Schuldbewusstsein. Er sei der Mörder seiner Kinder. Ja, er alleine! Hätte er sie nicht verlassen, dann wären die Kinder jetzt noch am Leben!
Die Szene ist wie folgt dargestellt in Euripides Tragödie „Medeia“:
Iason:	   „O Kinder, was für eine schlechte Mutter habt ihr gehabt.“
Medea:	  „O Kinder, wie ihr durch die väterliche Erbärmlichkeit sterben musstet.“
Iason:	   „Es ist nicht meine rechte Hand, die sie umgebracht hat.“
Medea:	  „Aber dein Frevelmut und deine neu geschlossene Ehe.“
Iason:	   „Du hast es fertiggebracht, sie aus Eifersucht zu töten?“
Medea:	  „Glaubst du, dass für eine Frau dies ein geringes Leid ist?“
Iason:	   „Für eine vernünftige Frau, ja, aber nicht für eine so schlechte wie du.“
Medea:	  „Sie leben nicht mehr, und das wird dir sehr wehtun.“
Auf Iasons Frage nach dem „Warum“ kommt Medeas definitive, stahlharte Antwort prompt: „Um dich zu töten!“
Und dann findet Medea noch eine weitere Möglichkeit, Iasons unendlichen Schmerz weiter zu verstärken:  Sie verweigert die Übergabe der Kinderleichen an Iason, der sie würdevoll begraben will. Diese Verweigerung war vor dem Hintergrund der damaligen ethisch-moralischen Vorgaben fast schmerzhafter als der Tod der Kinder als solcher.
Mit der überdeutlichen, präzisen und kurzen Antwort, die Medea dem tief verwundeten Iason gibt, der nach dem „Warum“ fragt, schafft es Euripides in nur vier Worten, die gesamte Definition und Dynamik des Medea-Syndroms als eine Form der Alternativtötung zum Intimizid wiederzugeben: „Um dich zu treffen!“, „um dich zu töten“ „um dich zu bestrafen“ oder wie immer man Euripides Worte (σέ γε πημαίνουσα) übersetzen möchte.